# Боріс Татар
Боріс Татар (чорн. Boris Tatar; нар. 17 березня 1993, Подгориця, СФР Югославія) — чорногорський футболіст, захисник.

## Клубна кар'єра
Футболом розпочав займатися на батьківщині, вихованець одного з грандів чорногорського футболу, «Будучності» (Подгориця). Потім виступав в оренді за скромніші клуби «Ком» та «Младост» (Подгориця). З 2013 по 2014 рік виступав в австралійському клубі «Бентелейг Грінс» з Національної Прем'єр-ліги штату Вікторія, де провів 12 поєдинків. Через труднощі з отриманням нової австралійської візи та обмеження кількості легіонерів у НПЛ Вікторія змушений був повернутися до Чорногорії, щоб грати за «Забьєло». Після цього знову виїхав за кордон, цього разу до Фінляндії. У сезоні 2015 року виступав з «Екенас», у складі якого провів 22 матчі (2 голи) у Какконені. У жовтні 2015 року підписав контракт до завершення сезону 2016 року з представником Вейккаусліги «Лахті». Дебютував у Вейккауслізі у квітні 2016 року в поєдинку проти «Інтера» (Турку).
На початку 2017 року приєднався до японського клубу «Мачида Зельвія».
У сезоні 2018/19 років повернувся до Чорногорії, грав за «Отрант». 21 червня 2019 року приєднався до ОФК (Тітоград).

## Кар'єра в збірній
У 2011–2012 роках провів сім матчів за юнацьку збірну Чорногорії (U-19). 2012 року дебютував у товариському матчі за молодіжну збірну Чорногорії.